# Strepsodus
Strepsodus is een geslacht van uitgestorven rhizodonte kwastvinnige vissen dat leefde tijdens het Carboon. Fossielen zijn gevonden in Noord-Amerika en Australië.

## Naamgeving
De typesoort Strepsodus sauroides werd in 1841 benoemd door Edward William Binney. De geslachtsnaam is een combinatie van het Grieks strepsos, 'gedraaid', en odous, 'tand'. De soortaanduiding betekent 'op een reptiel gelijkend'. Het enige wat toen van de soort bekend was, betrof een tand met verticaal gedraaide richels, gevonden in een kolenmijn bij Pendleton. Een holotype werd niet aangewezen. De oorspronkelijke vondsten zijn verloren gegaan. In 2006 wees Jefferey de tand SME 4721 als neotype aan.
In 1870 benoemden Albany Hancock en Thomas Attney een Streptodus sulcidens, de 'trogtand', met als holotype NEWHM G59.64, een linkeronderkaak gevonden in een steenkoolmijn te Newsham. Later werd dit gezien als een jonger synoniem van Archichthys portlocki; ook een Archichtys sulcidens werd wel onderscheiden.
In 1882 benoemde Traquair een Strepsodus striatulus, de 'klein gestreepte', op basis van tanden die vermoedelijk tot S. sauroides behoorden. Het is dus daarvan een mogelijk jonger synoniem. In 1890 benoemde hij een Strepsodus minor op basis van een serie tanden gevonden bij Pitcorthy, ook dit is een mogelijk jonger synoniem.
in 1890 hernoemde Arthur Smith Woodward Rhizodus hardingi Dawson 1868 tot een Streptodus hardingi. Fossielen gevonden bij Horton Bluff op Nova Scotia zouden een apart geslacht kunnen vertegenwoordigen.
In 1891 benoemde Davis een Strepsodus brockbanki Davis, 1891. Het holotype MM LL222 was gevonden bij Levenshulme bij Manchester. Behalve dat de tanden opvallend robuust zijn, is het materiaal te slecht om verder onderscheidend te zijn.

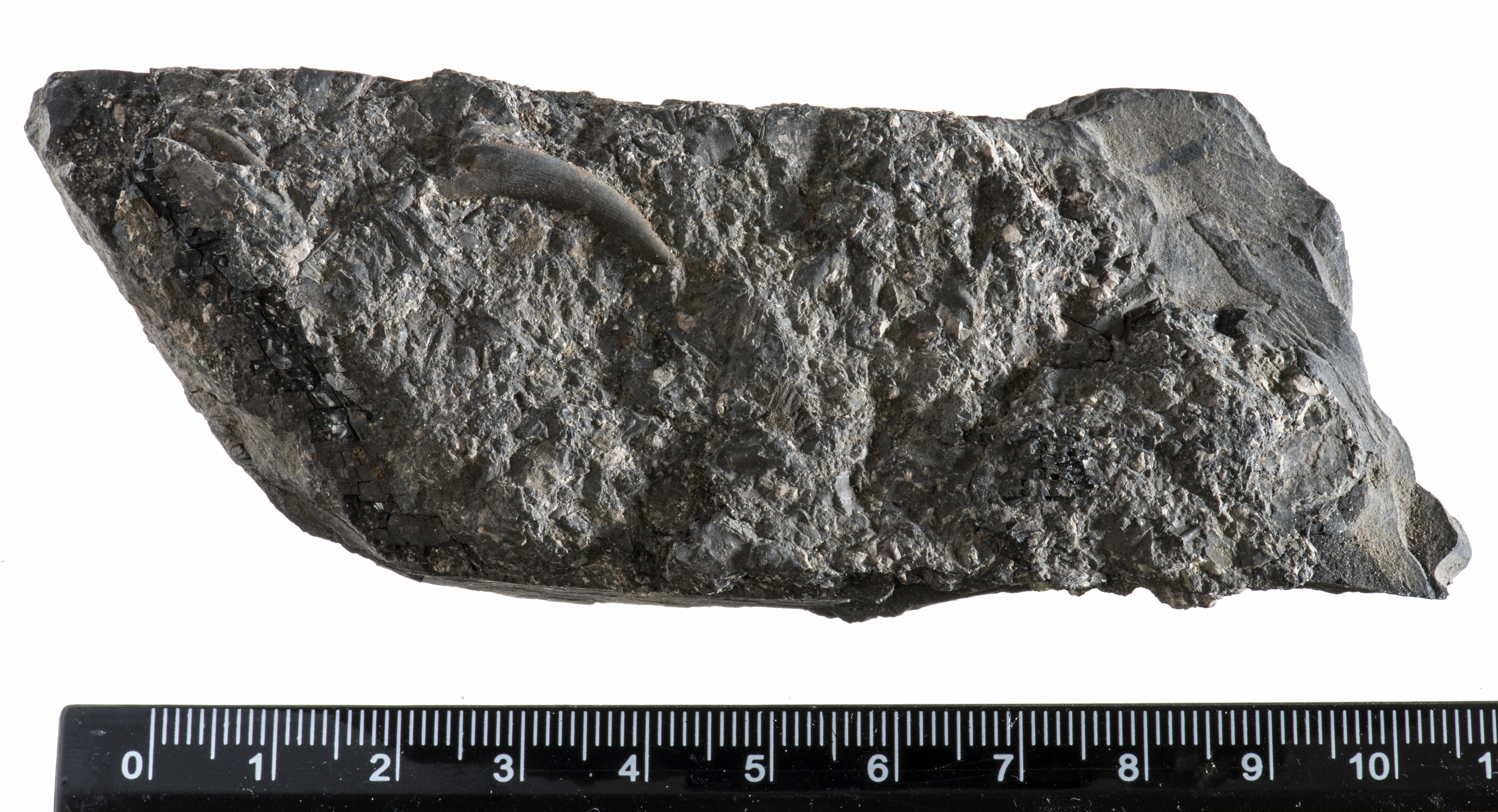
Een mogelijke tand

In 1900 benoemde Oliver Perry Hay twee soorten binnen het geslacht. Strepsodus arenosus, 'de zandige'  was gebaseerd op USNM 4855, afdruk van een schub gevonden in Blair County. De schub is niet determineerbaar en de soort wordt als een nomen dubium gezien. Strepsodus dawsoni was gebaseerd op schub RM 3076 gevonden bij Pictou. ook deze schub valt niet goed te determineren maar is vermoedelijk van een lid van de Rhizodontidae, het jongste fossiel dat van die groep bekend is. Het specimen was in 1868 door Dawson toegewezen aan Rhizodus lancifer.
In 1985 benoemde Sheila Mahala Andres een Strepsodus anculonamensis op basis van specimen NMS GY 1980.40.36 gevonden bij Foulden, een van de meest complete rhizodontiden die bekend zijn. Het gaat mogelijkerwijs om een jong individu van S. sauroides, slechts vijfendertig centimeter lang.

## Beschrijving
Onderscheidend is de tandvorm: de vangtanden zijn langgerekt, met verticale richels en vaak wat hoger een knik naar achteren. Verder overlappen de extrascapulatia de postparietalia. De vorm van het opperarmbeen en het cleithrum kan ook afwijkend zijn maar het gevonden materiaal kan niet met zekerheid toegewezen worden.